# Watch Me (前田佳織里&鬼頭明里の曲)
『Watch Me』は、2024年夏放送のテレビアニメ『2.5次元の誘惑』の第1クールエンディングテーマとして使用された楽曲である。
作詞・作曲・編曲をLen（TOKYO LOGIC）が手掛け、本作のキャラクターである天乃リリサ役の前田佳織里と橘美花莉役の鬼頭明里によって歌唱されている。

## 特徴と評価
「Watch Me」は、アニメの世界観に合わせたポップでキュートなダンスチューンであり、キャラクターたちの魅力を引き立てる演出が話題となった。歌詞には「パシャッと決めポーズ リズムに合わせて」「天使のハートで見せつけていく」といったフレーズが登場し、妄想と現実が交錯する2.5次元の世界観を表現している。
また、公式コスプレイヤーによるダンス動画も公開され、ファンの間で人気を集めている。

## CD収録曲
1. Watch Me
作詞・作曲・編曲：Len（TOKYO LOGIC）
2. 逢い合い傘
作詞・作曲・編曲：アオワイファイ
3. Watch Me (Instrumental)
4. 逢い合い傘 (Instrumental)